# Andreï Kovalenko (football)
Ne pas confondre avec le joueur de hockey sur glace et celui de water-polo du même nom.
Andreï Valeriévitch Kovalenko (en russe : Андрей Валерьевич Коваленко) ou Andreï Valeriévitch Kavalenka (en biélorusse : Андрэй Валер'евіч Каваленка) est un footballeur international biélorusse né le 20 mars 1970 à Gomel.
Il est le frère aîné de Konstantin Kovalenko, lui aussi footballeur professionnel.

## Biographie

### Carrière en club
Formé dans sa ville natale de Gomel, Andreï Kovalenko commence sa carrière professionnelle à l'âge de 17 ans en 1987 sous les couleurs du Gomselmach Gomel, en troisième division soviétique. Passant ses premières années dans les divisions inférieures, passant notamment par le Chinnik Bobrouïsk et le Kouban Baranikovski, il rejoint en 1991 le Kouban Krasnodar, avec qui il découvre dans un premier temps la deuxième division soviétique, puis dès l'année suivante la nouvelle première division russe, disputant 29 rencontres de championnat pour quatre buts lors de l'exercice 1992 mais ne pouvant éviter la relégation du club en fin de saison.
Il reste malgré tout dans l'élite en signant en début d'année 1993 au Rotor Volgograd où il devient un joueur de rotation et joue à nouveau 29 matchs pour trois buts, enchaînant titularisations et entrées en jeu tandis que l'équipe termine vice-championne de Russie. Il s'en va cependant dès l'année suivante et descend au troisième échelon au Kolos Krasnodar où il rejoint son frère cadet Konstantin. Buteur à quatorze reprises en 37 rencontres lors de l'exercice 1994, il contribue à la deuxième place du club dans le groupe Ouest et à sa montée en deuxième division. Il connaît une saison tout aussi prolifique l'année suivante mais ne peut éviter la relégation au club et s'en va à l'issue de la saison 1995.
Kovalenko retrouve alors la première division en rejoignant le Rostselmach Rostov où il évolue trois saisons entre 1996 et 1998. Peu utilisé lors de cette dernière saison, il s'engage brièvement en début d'année 1999 avec l'Arsenal Toula avant de s'en aller au Fakel Voronej dès l'été suivant, contribuant alors à la deuxième place de l'équipe en championnat de deuxième division et à sa montée dans l'élite. Il reste ensuite lors de la première partie de la saison 2000 mais quitte finalement Voronej à l'été pour revenir au deuxième échelon au Kristall Smolensk. Il y termine la saison 2000 et y commence la saison 2001 avant de faire son retour au Kouban Krasnodar où il reste là encore deux demi-saisons pour finalement terminer l'année 2002 au Rubin Kazan.
Signant en 2003 au Terek Grozny, il s'y impose comme un titulaire régulier en jouant 39 rencontres en championnat pour cinq buts marqués tandis que l'équipe échoue finalement à la promotion en terminant quatrième. Il quitte par la suite Grozny et effectue lors des années suivantes de brefs passages au Luch-Energia Vladivostok et au Dinamo Stavropol, cette dernière pige marquant la fin définitive de sa carrière professionnelle en 2006, à l'âge de 36 ans.

### Carrière en sélection
Andreï Kovalenko connaît sa seule et unique sélection avec la Biélorussie sous les ordres de Sergueï Borovski le 29 juillet 1995 lors d'un match amical contre la Lituanie. Il n'est par la suite plus sélectionné.

## Statistiques
| Saison                | Club                     | Championnat           | Championnat | Championnat | Coupe(s) nationale(s) | Coupe(s) nationale(s) | Total | Total |
| Saison                | Club                     | Division              | M.          | B.          | M.                    | B.                    | M.    | B.    |
| 1987                  | Gomselmach Gomel         | D3                    | 2           | 0           | -                     | -                     | 2     | 0     |
| 1988                  | Gomselmach Gomel         | D3                    | 3           | 0           | -                     | -                     | 3     | 0     |
| 1989                  | Gomselmach Gomel         | D3                    | 7           | 0           | -                     | -                     | 7     | 0     |
| 1990                  | Gomselmach Gomel         | D4                    | 31          | 4           | -                     | -                     | 31    | 4     |
| Sous-total            | Sous-total               | Sous-total            | 43          | 4           | -                     | -                     | 43    | 4     |
| 1991                  | Kouban Baranikovski      | D4                    | 28          | 14          | -                     | -                     | 28    | 14    |
| 1991                  | Kouban Krasnodar         | D2                    | 14          | 4           | -                     | -                     | 14    | 4     |
| 1992                  | Kouban Krasnodar         | D1                    | 29          | 4           | 1                     | 1                     | 30    | 5     |
| 1993                  | Rotor Volgograd          | D1                    | 29          | 3           | 2                     | 0                     | 31    | 3     |
| 1994                  | Kolos Krasnodar          | D3                    | 37          | 14          | -                     | -                     | 37    | 14    |
| 1995                  | Kolos Krasnodar          | D2                    | 36          | 13          | 1                     | 0                     | 37    | 13    |
| Sous-total            | Sous-total               | Sous-total            | 151         | 52          | 6                     | 1                     | 157   | 53    |
| 1996                  | Rostselmach Rostov       | D1                    | 25          | 9           | 1                     | 0                     | 26    | 9     |
| 1997                  | Rostselmach Rostov       | D1                    | 22          | 0           | 2                     | 0                     | 24    | 0     |
| 1998                  | Rostselmach Rostov       | D1                    | 7           | 0           | -                     | -                     | 7     | 0     |
| Sous-total            | Sous-total               | Sous-total            | 54          | 9           | 3                     | 0                     | 57    | 9     |
| 1999                  | Arsenal Toula            | D2                    | 7           | 1           | 2                     | 0                     | 9     | 1     |
| 1999                  | Fakel Voronej            | D2                    | 20          | 3           | 2                     | 0                     | 22    | 3     |
| 2000                  | Fakel Voronej            | D1                    | 4           | 1           | -                     | -                     | 4     | 1     |
| 2000                  | Kristall Smolensk        | D2                    | 13          | 1           | -                     | -                     | 13    | 1     |
| 2001                  | Kristall Smolensk        | D2                    | 15          | 4           | 1                     | 1                     | 16    | 5     |
| 2001                  | Kouban Krasnodar         | D2                    | 15          | 3           | 2                     | 0                     | 17    | 3     |
| 2002                  | Kouban Krasnodar         | D2                    | 17          | 0           | 1                     | 0                     | 18    | 0     |
| 2002                  | Rubin Kazan              | D2                    | 10          | 1           | 1                     | 0                     | 11    | 1     |
| 2003                  | Terek Grozny             | D2                    | 39          | 5           | 3                     | 0                     | 42    | 5     |
| 2004                  | Luch-Energia Vladivostok | D2                    | 6           | 0           | -                     | -                     | 6     | 0     |
| 2006                  | Dinamo Stavropol         | D3                    | 2           | 0           | -                     | -                     | 2     | 0     |
| Sous-total            | Sous-total               | Sous-total            | 148         | 19          | 12                    | 1                     | 160   | 20    |
| Total sur la carrière | Total sur la carrière    | Total sur la carrière | 396         | 84          | 21                    | 2                     | 417   | 86    |

## Palmarès
Rotor Volgograd
- Vice-champion de Russie en 1993.